# Lilium pyrophilum
Lilium pyrophilum là một loài thực vật có hoa trong họ Liliaceae. Loài này được M.W.Skinner & Sorrie mô tả khoa học đầu tiên năm 2002.